# Jarafuel
Jarafuel (catalană Xarafull) este o localitate în Spania în comunitatea Valencia, în Provincia Valencia. În 2006 avea o populație de 806 locuitori
1. ↑  Nomenclátor Geográfico de Municipios y Entidades de Población (20240402 edition)